# Belltafel

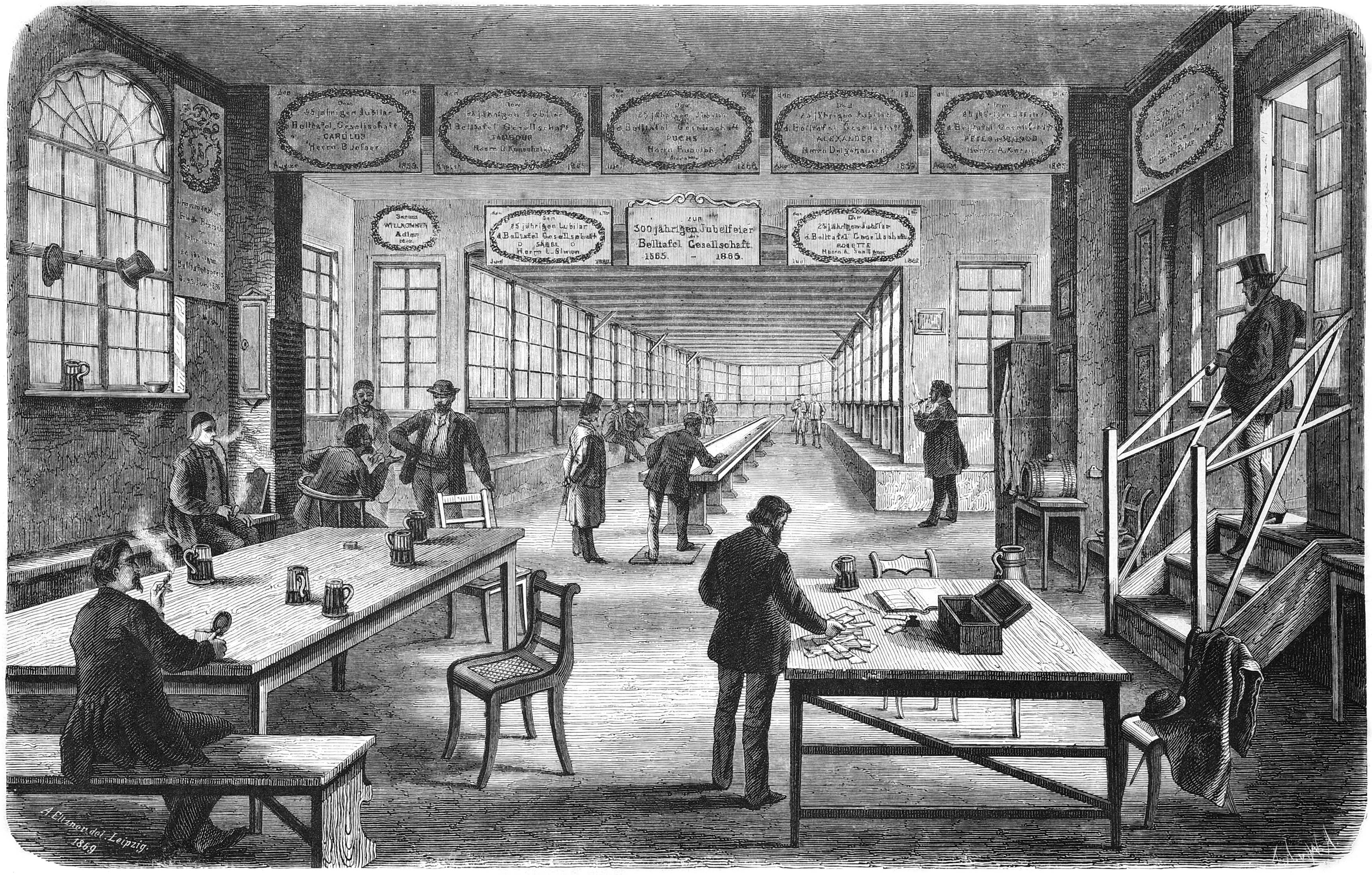
Wnętrze sali ze stołem do gry w Belltafel; grafika Adolf Eltzner z 1869

Belltafel – gra towarzyska wrocławskich mieszczan uprawiana przez członków elitarnego towarzystwa od drugiej połowy XVI w. do pierwszej połowy XX w., przypominająca współczesny bilard lub też w niewielkim stopniu zasady curlingu.
Belltafel była grą zespołową o charakterze strategicznym z elementami gier zręcznościowych. Siedziba wrocławskiego Belltafela znajdowała się w północno-wschodniej części założenia Schießwerder.

## Sprzęt
Gra rozgrywana była na dębowym stole o wymiarach dwudziestu łokci długości i dwóch stóp szerokości, tj. około 17 metrów i 75 centymetrów za pomocą stalowych krążków zwanych przez graczy kamieniami, ważących około trzech kilogramów. Aby kamienie mogły się swobodnie ślizgać powierzchnia stołu pokryta była warstwą wosku i grafitu. Pośrodku stołu, na całej jego długości było niewielkie nieckowate wgłębienie. Na obu końcach stołu znajdowały się szuflady, do których spadały strącone przez przeciwnika kamienie.

## Zasady gry
W grze uczestniczyły dwie drużyny liczące co najmniej po trzech zawodników, każdy zawodnik miał do dyspozycji dwa kamienie. O kolejności rozpoczęcia gry przez konkretną drużynę decydowało losowanie. Rozpoczynający grę zawodnik pierwszej drużyny miał za zadanie pchnąć kamień po powierzchni stołu najdalej jak tylko było to możliwe, ale tak by kamień ten nie wpadł do szuflady na końcu stołu. Zawodnik drużyny przeciwnej miał następnie do wyboru dwie możliwości: starać się zbić swoim ruchem kamień przeciwnika do szuflady lub pchnąć go jeszcze dalej po powierzchni stołu. Jeśli się to udało, do gry ponownie przystępowała drużyna pierwsza, której zawodnicy musieli do skutku starać się zepchnąć osadzony przez przeciwnika kamień lub wyprzedzić go swoim. Im więcej było kamieni na stole, tym gra stawała się trudniejsza. Gra kończyła się w momencie gdy jedna z drużyn straciła wszystkie swoje kamienie, co było jednoznaczne z przegraną.